# Хомутов
Хомутов (на чешки: Chomutov) е град в Западна Чехия в Устецки край. Административен център на едноименния окръг Хомутов. Населението на града е 49 187 жители (2013), а площта му е 29,26 km2. Намира се на 330 m надморска височина. Пощенските му кодове са 430 01 и 431 01.